# Djamel Ibouzidène
Djamel Ibouzidène (en arabe : جمال إيبوزيدان) est un footballeur algérien né le 20 janvier 1994 à Oran. Il évolue au poste d'arrière gauche au MC Oran.

## Biographie
Le 3 mars 2017, Ibouzidène fait ses débuts professionnels en faveur de l'ES Sétif, en entrant en jeu en seconde période lors d'un match de championnat contre le RC Relizane.
Le 30 novembre 2019, il inscrit avec l'AS Aïn M'lila son premier but en première division algérienne. Son équipe l'empoirte 3-0 sur l'USM Bel Abbès.

## Palmarès
ES Sétif
| - Championnat d'Algérie (1) : - Champion : 2016-17. |